# 10665 Ortigão
10665 Ortigão là một tiểu hành tinh vành đai chính với chu kỳ quỹ đạo là 1708.9510202 ngày (4.68 năm).
Nó được phát hiện ngày 16 tháng 10 năm 1977.